# Petter Menning
Petter Menning (nacido como Petter Öström, Estocolmo, 8 de agosto de 1987) es un deportista sueco que compite en piragüismo en la modalidad de aguas tranquilas.
Ganó cinco medallas en el Campeonato Mundial de Piragüismo entre los años 2013 y 2022, y cinco medallas en el Campeonato Europeo de Piragüismo entre los años 2013 y 2022.
En los Juegos Europeos consiguió dos medallas, oro en Bakú 2015 y plata en Cracovia 2023, en la prueba de  K1 200 m. Participó en dos Juegos Olímpicos de Verano, en los años 2016 y 2020, ocupando el sexto lugar en Tokio 2020, en la prueba de K1 200 m.

## Palmarés internacional
| Campeonato Mundial | Campeonato Mundial          | Campeonato Mundial | Campeonato Mundial |
| Año                | Lugar                       | Medalla            | Competición        |
| ------------------ | --------------------------- | ------------------ | ------------------ |
| 2013               | Duisburgo (Alemania)        | Medalla de oro     | K1 200 m           |
| 2014               | Moscú (Rusia)               | Medalla de plata   | K1 200 m           |
| 2015               | Milán (Italia)              | Medalla de bronce  | K1 200 m           |
| 2021               | Copenhague (Dinamarca)      | Medalla de plata   | K1 200 m           |
| 2022               | Halifax (Canadá)            | Medalla de plata   | K1 200 m           |
| Juegos Europeos    |                             |                    |                    |
| Año                | Lugar                       | Medalla            | Competición        |
| 2015               | Bakú (Azerbaiyán)           | Medalla de oro     | K1 200 m           |
| 2023               | Cracovia (Polonia)          | Medalla de plata   | K1 200 m           |
| Campeonato Europeo |                             |                    |                    |
| Año                | Lugar                       | Medalla            | Competición        |
| 2013               | Montemor-o-Velho (Portugal) | Medalla de oro     | K1 200 m           |
| 2015               | Račice (República Checa)    | Medalla de plata   | K1 200 m           |
| 2016               | Moscú (Rusia)               | Medalla de plata   | K1 200 m           |
| 2021               | Poznań (Polonia)            | Medalla de bronce  | K1 200 m           |
| 2022               | Múnich (Alemania)           | Medalla de bronce  | K1 200 m           |